# Share The World/We Are!
Share The World/We Are! (jap. Share The World/ウィーアー! Share The World/Uī ā!) – dwudziesty siódmy singel południowokoreańskiego zespołu TVXQ, wydany w Japonii 22 kwietnia 2009 roku przez Rhythm Zone. Został wydany w trzech edycjach: limitowanej CD+DVD, regularnej CD i „Fan Club Members Only”. Osiągnął 1 pozycję w rankingu Oricon i pozostał na liście przez 45 tygodni, sprzedał się w nakładzie 178 629 egzemplarzy w Japonii. Singel zdobył status złotej płyty.
Obie piosenki zostały wykorzystane jako openingi anime One Piece, a piosenka „Asu wa kuru kara” jako ending.

## Lista utworów

### CD
| CD | CD                                                     | CD                        | CD                 | CD                     | CD      |
| Nr | Tytuł utworu                                           | Tekst                     | Kompozycja         | Aranżacja              | Długość |
| -- | ------------------------------------------------------ | ------------------------- | ------------------ | ---------------------- | ------- |
| 1. | „Share The World”                                      | H.U.B.                    | Ken'ichi Maeyamada | AKIRA                  | 3:27    |
| 2. | „We Are!” (jap. ウィーアー!)                           | Shōko Fujibayashi         | Kōhei Tanaka       | AKIRA                  | 3:37    |
| 3. | „Asu wa kuru kara” (jap. 明日は来るから) (Bonus Track) | Takeshi Senoo, Mai Osanai | Takeshi Senoo      | K-Muto                 | 5:13    |
| 4. | „Share The World -Save A Remix-”                       | H.U.B.                    | Ken'ichi Maeyamada | Shinjirō Inoue (remix) | 3:47    |
| 5. | „Share The World” (Less Vocal)                         |                           | Ken'ichi Maeyamada | AKIRA                  | 3:27    |
| 6. | „We Are!” (jap. ウィーアー!) (Less Vocal)              |                           | Kōhei Tanaka       | AKIRA                  | 3:37    |

### CD+DVD
| CD | CD                                                     | CD                        | CD                 | CD        | CD      |
| Nr | Tytuł utworu                                           | Tekst                     | Kompozycja         | Aranżacja | Długość |
| -- | ------------------------------------------------------ | ------------------------- | ------------------ | --------- | ------- |
| 1. | „Share The World”                                      | H.U.B.                    | Ken'ichi Maeyamada | AKIRA     | 3:27    |
| 2. | „We Are!” (jap. ウィーアー!)                           | Shōko Fujibayashi         | Kōhei Tanaka       | AKIRA     | 3:37    |
| 3. | „Asu wa kuru kara” (jap. 明日は来るから) (Bonus Track) | Takeshi Senoo, Mai Osanai | Takeshi Senoo      | K-Muto    | 5:13    |
| 4. | „Share The World” (Less Vocal)                         |                           | Ken'ichi Maeyamada | AKIRA     | 3:27    |
| 5. | „We Are!” (jap. ウィーアー!) (Less Vocal)              |                           | Kōhei Tanaka       | AKIRA     | 3:37    |

| DVD | DVD                            | DVD     |
| Nr  | Tytuł utworu                   | Długość |
| --- | ------------------------------ | ------- |
| 1.  | „Share The World” (Video Clip) |         |
| 2.  | „Off Shot Movie”               |         |

## Notowania
| Lista                             | Pozycja |
| --------------------------------- | ------- |
| Oricon Weekly Singles Chart       | 1       |
| Billboard Japan Hot 100           | 4       |
| Billboard Japan Top Singles Sales | 1       |